# Оксфорд (Небраска)
Оксфорд (англ. Oxford) — селище (англ. village) в США, в округах Фернас і Гарлан штату Небраска. Населення — 718 осіб (2020).

## Географія
Оксфорд розташований за координатами 40°15′11″ пн. ш. 99°37′58″ зх. д. / 40.25306° пн. ш. 99.63278° зх. д. (40.253083, -99.632660).  За даними Бюро перепису населення США в 2010 році селище мало площу 2,46 км², уся площа — суходіл.

## Демографія
Згідно з переписом 2010 року, у селищі мешкало 779 осіб у 349 домогосподарствах у складі 213 родин. Густота населення становила 316 осіб/км².  Було 439 помешкань (178/км²).
Расовий склад населення:
| - 96,0 % — білих - 1,2 % — корінних американців - 0,4 % — азіатів - 0,1 % — чорних або афроамериканців - 1,5 % — осіб інших рас |

До двох чи більше рас належало 0,8 %. Частка іспаномовних становила 3,2 % від усіх жителів.
За віковим діапазоном населення розподілялося таким чином: 25,3 % — особи молодші 18 років, 54,9 % — особи у віці 18—64 років, 19,8 % — особи у віці 65 років та старші. Медіана віку мешканця становила 46,2 року. На 100 осіб жіночої статі у селищі припадало 97,7 чоловіків;  на 100 жінок у віці від 18 років та старших — 96,6 чоловіків також старших 18 років.
Середній дохід на одне домашнє господарство  становив 52 995 доларів США (медіана — 40 491), а середній дохід на одну сім'ю — 58 415 доларів (медіана — 44 766). Медіана доходів становила 41 016 доларів для чоловіків та 25 714 долари для жінок. За межею бідності перебувало 9,9 % осіб, у тому числі 16,0 % дітей у віці до 18 років та 12,1 % осіб у віці 65 років та старших.
Цивільне працевлаштоване населення становило 428 осіб. Основні галузі зайнятості: освіта, охорона здоров'я та соціальна допомога — 17,5 %, виробництво — 15,4 %, сільське господарство, лісництво, риболовля — 14,7 %.